# Droga N977 (Holandia)
Droga prowincjonalna N977 (nid. Provinciale weg 977) – droga prowincjonalna w Holandii, w prowincji Groningen. Łączy drogę prowincjonalną N355 w Slaperstil ze wsią Hoogkerk.
N977 to droga jednopasmowa o dopuszczalnej prędkości 60 km/h na obszarze niezabudowanym i 50 km/h na obszarze zabudowanym. Droga nosi kolejno nazwy Noodweg i Leegeweg.